# 現代文語アラビア語辞典

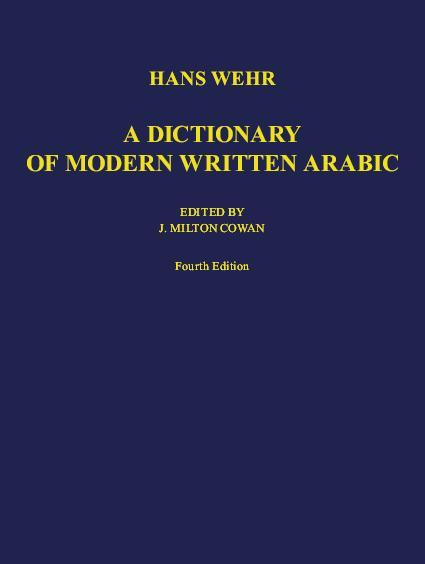
現代文語アラビア語辞典

現代文語アラビア語辞典（Arabisches Wörterbuch für die Schriftsprache der Gegenwart）は、ドイツのアラブ研究者ハンス・ヴェーア (Hans Wehr) が著したアラビア語-ドイツ語の辞典。

## 特徴
Arabisches Wörterbuch für die Schriftsprache der Gegenwart第6版(ドイツ語原著)と、Arabic-English Dictionary: Hans Wehr Dictionary of Modern Written Arabic第4版(英語版)はHarrassowitz Verlagによって出版され続けている。
項目は語根の順に配列している（外来語はアルファベットの綴り順）。
1952年にライプツィヒで初版が発行された。最新版はヴェーアの没後に出版された第6版（2020年）である。第6版の校訂者Lorenz Kropfitsch博士はすでになくなっている。
外来語などを除いて語彙は語根順に掲載されているため、アラビア語の文法で語根に関する事柄を理解しない限りこの辞書を用いることは非常に困難である。アラビア文字にはシャクルが記載されていないが、ラテン文字転写が付記されている。

## 英訳版
1961年にドイツのヴィースバーデンで英語への翻訳の初版が刊行された（J ミルトン・コーワン編）。その後アメリカ合衆国で1976年に『Arabic-English Dictionary: Hans Wehr Dictionary of Modern Written Arabic』の題で第3版、1979年に大幅に増補した第4版が出版された。英語を通して正則アラビア語（フスハー）を学ぶ者は、この英訳抜きでは学習が不可能といわれる名著である。しかしながら、英語への訳者はアラビア語の専門家ではなく、ドイツ語から英語への重訳であり注意が必要である。また、ドイツ語の原典は第6版が出ているが、英訳版はそれより古いため語彙数がかなり劣る。英訳版の更新は2022年現在行われていない。
2024年に入り、ついに『Arabic-English Dictionary: Hans Wehr Dictionary of Modern Written Arabic』のペーパーバックポケット版を発行していた会社Spoken Language Servicesが倒産したため、内容は全く同一の海賊版が新規に刊行されている。

## 関連文献
- Sa'id, Majed F. (1962). "Review of A Dictionary of Modern Written Arabic by Hans Wehr, J Milton Cowan". Language 38 (3): 328-330. (Available online through JSTOR)
- Haywood, John. Reviewed Work: A Dictionary of Modern Written Arabic (Arabic-English) by Hans Wehr, J. Milton Cowan, Die Welt Des Islams, vol. 20, no. 3/4, 1980, pp. 246–248.